# Battaglia di Tsushima
La battaglia di Tsushima, in Giappone detta comunemente battaglia navale del Mar del Giappone (日本海海戦?), fu l'ultimo decisivo scontro della guerra russo-giapponese (1904-1905). Fu combattuta il 27 ed il 28 maggio 1905 (14 e 15 maggio secondo il calendario giuliano in vigore all'epoca in Russia) nello stretto di Corea. Nella battaglia la Marina imperiale giapponese, al comando dell'ammiraglio Tōgō Heihachirō, distrusse due terzi della Flotta del Baltico, parte della flotta imperiale russa, comandata dall'ammiraglio Zinovij Petrovič Rožestvenskij.

## Antefatti
La Flotta Giapponese Combinata e la Flotta Russa del Baltico, inviata dall'Europa, combatterono nella parte orientale dello stretto di Corea, vicino all'isola di Tsushima. Precedentemente la Flotta del Pacifico era stata bloccata il 10 agosto 1904 nella battaglia dello Shantung che aveva impedito alla flotta russa di dirigere a Vladivostok costringendola a rientrare a Port Arthur, dove era stata decimata dal fuoco dell'artiglieria di terra giapponese.
La Flotta del Baltico, allestita in fretta alla notizia della sconfitta, navigò attraverso il Mare del Nord causando un incidente diplomatico sul Dogger Bank quando attaccò nottetempo per errore una piccola flotta di pescherecci britannici, e quindi proseguì nell'Atlantico.
Giunto a Tangeri, l'ammiraglio Rožestvenskij divise la flotta in due parti: una, al comando del contrammiraglio barone Fölkersam,  diresse attraverso il Mediterraneo per il Canale di Suez; l'altra, al comando dello stesso Rožestvenskij, circumnavigò l'Africa: l'appuntamento per il ricongiungimento era all'isola Saint Marie nel Madagascar. Qui era previsto il rifornimento di carbone e l'effettuazione di riparazioni nella baia di Diégo Suarez (punta nord-orientale dell'isola malgascia), ma i francesi negarono l'autorizzazione ed imposero la sosta nella molto meno ospitale baia di Nosy Be, nella parte nord-occidentale del Madagascar. Qui la flotta, giunta ai primi di gennaio 1905, fu costretta, a causa di contrasti diplomatici che bloccarono i rifornimenti di carbone previsti per contratto con la società tedesca Hamburg-Amerika Linie, ad una sosta ben più lunga del previsto: due mesi; ritardo che risulterà esiziale per la riuscita della missione. Il viaggio complessivo fu lungo (circa un anno), e gli equipaggi divennero sempre meno efficienti e più inquieti, mentre le navi furono sottoposte ad una pesante usura. Alla flotta era stato ordinato di rompere il blocco navale di Port Arthur (Lüshunkou) (una città che oggigiorno fa parte della moderna città portuale di Dalian), ma al suo arrivo nel mar della Cina l'insediamento era già stato conquistato, e quindi la flotta russa, dopo essere stata costretta a rimanere a lungo in attesa dell'arrivo di un'ulteriore squadra di rinforzo composta di vecchie unità costiere (fatto che diede il tempo ai Giapponesi di riportare in piena efficienza le proprie navi, anch'esse usurate da un anno di guerra), tentò di raggiungere il porto russo di Vladivostok.
I russi avrebbero potuto navigare attraverso uno di tre possibili stretti per raggiungere Vladivostok: quello di La Perouse, quello di Tsugaru o quelli di Tsushima. L'ammiraglio Rožestvenskij scelse Tsushima in uno sforzo di semplificare la sua rotta e nella speranza di poter sfruttare le nebbie che coprivano la zona in quella stagione. L'ammiraglio Togo, che si trovava nella base di Busan (Corea), credeva anch'egli che Tsushima sarebbe stata la rotta scelta dai russi. Questi stretti sono il corpo d'acqua ad oriente del gruppo di Isole di Tsushima, situato all'incirca a metà strada tra l'isola giapponese di Kyūshū e la penisola Coreana, ed erano la rotta più diretta dall'Indocina. Le altre due rotte avrebbero obbligato la flotta russa (già a corto di carbone per le pesanti restrizioni poste dagli Inglesi ai loro rifornimenti) a navigare ad oriente del Giappone.

## La battaglia

Corea, gli stretti di Tsushima e le isole Tsushima.

Prima battaglia.

La flotta russa, dopo aver navigato in oscuramento per l'intera notte e nelle nebbie dell'alba successiva, era quasi riuscita a forzare il blocco dei pattugliatori nipponici, quando al levarsi della nebbia verso metà mattina le due navi ospedale al seguito furono scoperte dalla squadra di incrociatori giapponesi, rapidamente messi in fuga dalle corazzate russe; ma ormai la flotta era stata individuata. Una delle navi ospedale non aveva rispettato le norme di oscuramento ordinate da Rožestevenskij, e, scambiata inizialmente per un mercantile neutrale, aveva incuriosito gli esploratori nipponici, che si erano avvicinati per indagare.
Il segnale di scoperta fu trasmesso a Togo col telegrafo senza fili, invenzione recente di cui erano dotate sia le unità russe che quelle giapponesi. Ufficiali dello stato maggiore consigliarono a Rožestvenskij di avvalersi della stazione radio dell'incrociatore Ural per tentare di disturbare le trasmissioni nemiche.
L'ammiraglio russo non ritenne di tentare l'azione di disturbo: l'apparato radio dell'Ural non aveva dato buona prova nel corso della navigazione. L'impianto radiotelegrafico installato sull'Ural, definito "ultrapotente", un impianto sperimentale della ditta fornitrice tedesca, in realtà si rivelò in grado di captare al massimo trasmissioni distanti pochissime miglia. Le comunicazioni radiotelegrafiche della flotta russa furono quindi eseguite essenzialmente dai piccoli ricetrasmettitori "Marconi", in grado di funzionare fino a 90 miglia.
La pronta comunicazione via radio della scoperta della formazione nemica, ed il mancato disturbo delle comunicazioni radio giapponesi, elementi importanti per l'esito della battaglia, furono nodi storici rilevanti nella storia della guerra elettronica.
I russi navigavano da sud-sud-ovest verso nord-nord/est; i giapponesi da est-nord/est. Togo ordinò alla sua squadra di virare in sequenza, permettendo alle navi di prendere la stessa rotta dei russi, rischiando perciò solo una corazzata alla volta. Questa inversione ad U ebbe successo. Le due linee di corazzate stabilizzarono la loro distanza a 6200 metri e cominciarono a scambiarsi cannonate. La flotta giapponese si era esercitata in continuazione dall'inizio della guerra utilizzando adattatori per munizioni di calibro inferiore per i loro cannoni; i loro cannonieri erano più abili, e colpirono i loro bersagli più spesso. Inoltre i giapponesi usarono una miscela particolare per l'esplosivo dei loro proiettili, detta shimose ("melinite"), progettata per esplodere a contatto e devastare le infrastrutture delle navi. I russi usarono invece proiettili perforanti. Il risultato fu che i colpi giapponesi causarono danni più gravi rispetto a quelli russi.

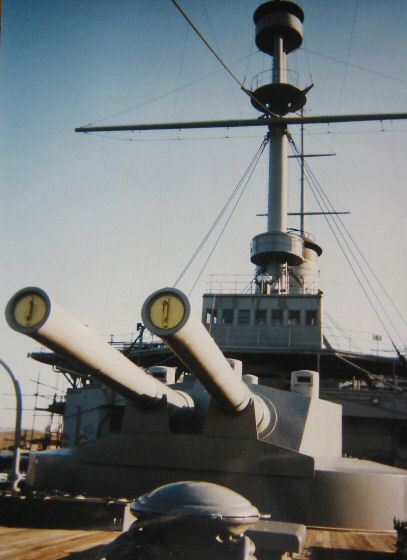
La corazzata Mikasa, ammiraglia dell'ammiraglio Togo alla battaglia di Tsushima.

A causa del lungo viaggio della flotta russa in acque tropicali e l'impossibilità di effettuare lavori di manutenzione, le carene delle sue navi erano pesantemente intralciate dalle incrostazioni marine, che riducevano la loro velocità rispetto a quelle giapponesi. In battaglia la velocità, combinata con l'artiglieria a lunga gittata, può offrire un vantaggio significativo. La flotta giapponese poteva raggiungere i 16 nodi (30 km/h), ma la flotta russa poteva al massimo raggiungere gli 8 nodi (15 km/h). Togo fu capace di sfruttare questo vantaggio per "tagliare la T" due volte.
L'ammiraglio Rožestvenskij fu messo fuori combattimento da un frammento di proiettile nel cranio e, nonostante la sua volontà contraria, dovette essere trasbordato dall'ammiraglia Knyaz Suvorov ormai irrimediabilmente danneggiata - ad una torpediniera. La flotta russa perse le sue corazzate più moderne, la Knjaz Surov, la Oslyabya, la Imperator Aleksandr III e la Borodino il 27 maggio. Le navi giapponesi soffrirono soli danni lievi, principalmente all'ammiraglia Mikasa. Nella serata l'ammiraglio di divisione Nebogatov assunse il comando della flotta russa.
Nella notte seguente le torpediniere ed i cacciatorpediniere giapponesi attaccarono la flotta russa, che si era dispersa in piccoli gruppi tentando di fuggire verso nord. La vecchia corazzata russa Navarin fu affondata, mentre la corazzata Sisoy Veliki e due vecchi incrociatori corazzati Admiral Nachimov e Vladimir Monomach furono danneggiati e dovettero essere autoaffondati al mattino.
Quattro altre corazzate sotto l'ammiraglio Nebagatov furono costrette ad arrendersi il giorno successivo. Il suo gruppo consisteva di una sola corazzata moderna, la Orël, insieme con la vecchia corazzata Imperator Nikolay I e due piccole corazzate costiere, e non ebbe alcuna possibilità di affrontare la flotta giapponese. Fino alla sera del 28 maggio singole navi russe furono inseguite dai giapponesi. La piccola corazzata costiera Admiral Ushakov rifiutò di arrendersi e fu affondata dagli incrociatori corazzati giapponesi. Il vecchio incrociatore Dimitri Donskoy combatté contro 6 incrociatori e sopravvisse fino al giorno successivo quando si autoaffondò a causa dei danni. Tre incrociatori, inclusi l'Aurora, fuggirono fino alla base navale statunitense di Manila dove furono internati. Lo yacht rapido armato Almaz (classificato come incrociatore di 2° rango) e due cacciatorpediniere furono le uniche navi che riuscirono a raggiungere Vladivostok. Praticamente l'intera Flotta Russa del Baltico fu persa, mentre i giapponesi persero solo tre torpediniere (le numero 34, 35 e 69).

## Tattiche navali
Quando l'ammiraglio Togo decise di eseguire una virata verso sinistra "per contromarcia" lo fece con lo scopo di preservare la sua linea di battaglia, cioè mantenere l'ammiraglia Mikasa in testa alla linea di battaglia (ovviamente Togo voleva che le sue unità più potenti entrassero in azione prima). Virare per contromarcia significava che ogni nave avrebbe dovuto virare nello stesso tratto di mare (questo è il pericolo della manovra, perché dà alla flotta nemica la possibilità di prendere di mira quel tratto). Togo avrebbe potuto ordinare alle sue navi di virare "ad un tempo", cioè ogni nave avrebbe dovuto virare contemporaneamente ed invertire la rotta: questa manovra sarebbe stata più rapida, ma avrebbe scombinato la linea di battaglia e posto gli incrociatori davanti, cosa che Togo voleva evitare.
La virata iniziale, contestata dai puristi della guerra navale, avrebbe potuto esporre le navi giapponesi al fuoco prima di essersi riallineate, tuttavia questo non accadde, e la manovra "ad alpha" (dalla rotta eseguita da Togo per allinearsi alle corazzate russe) si rivelò tanto audace quanto efficace.

## Conseguenze
La battaglia di Tsushima segnò la definitiva sconfitta dell'Impero Russo che, con la mediazione del Presidente USA Theodore Roosevelt, sottoscrisse di lì a poco la pace di Portsmouth. La Russia abbandonò la Corea alla sfera d'influenza giapponese, e rivolse i propri interessi sui Balcani.
Sotto il profilo della storia navale, Tsushima fu l'ultimo scontro fra corazzate non monocalibro; infatti la battaglia mostrò la fattibilità e l'utilità di un combattimento ingaggiato a grande distanza coi grossi calibri. Di lì a breve l'ammiragliato britannico mise in linea un nuovo genere di corazzata monocalibro, che dalla prima unità prese il nome di Dreadnought. Questo tipo d'unità era peraltro già stato propugnato dal progettista italiano Vittorio Cuniberti. Per contro, a Tsushima le torpediniere, sulle quali gli ammiragliati avevano riposto tante aspettative, ebbero un ruolo marginale e non decisivo.